# 小川 (町田市)

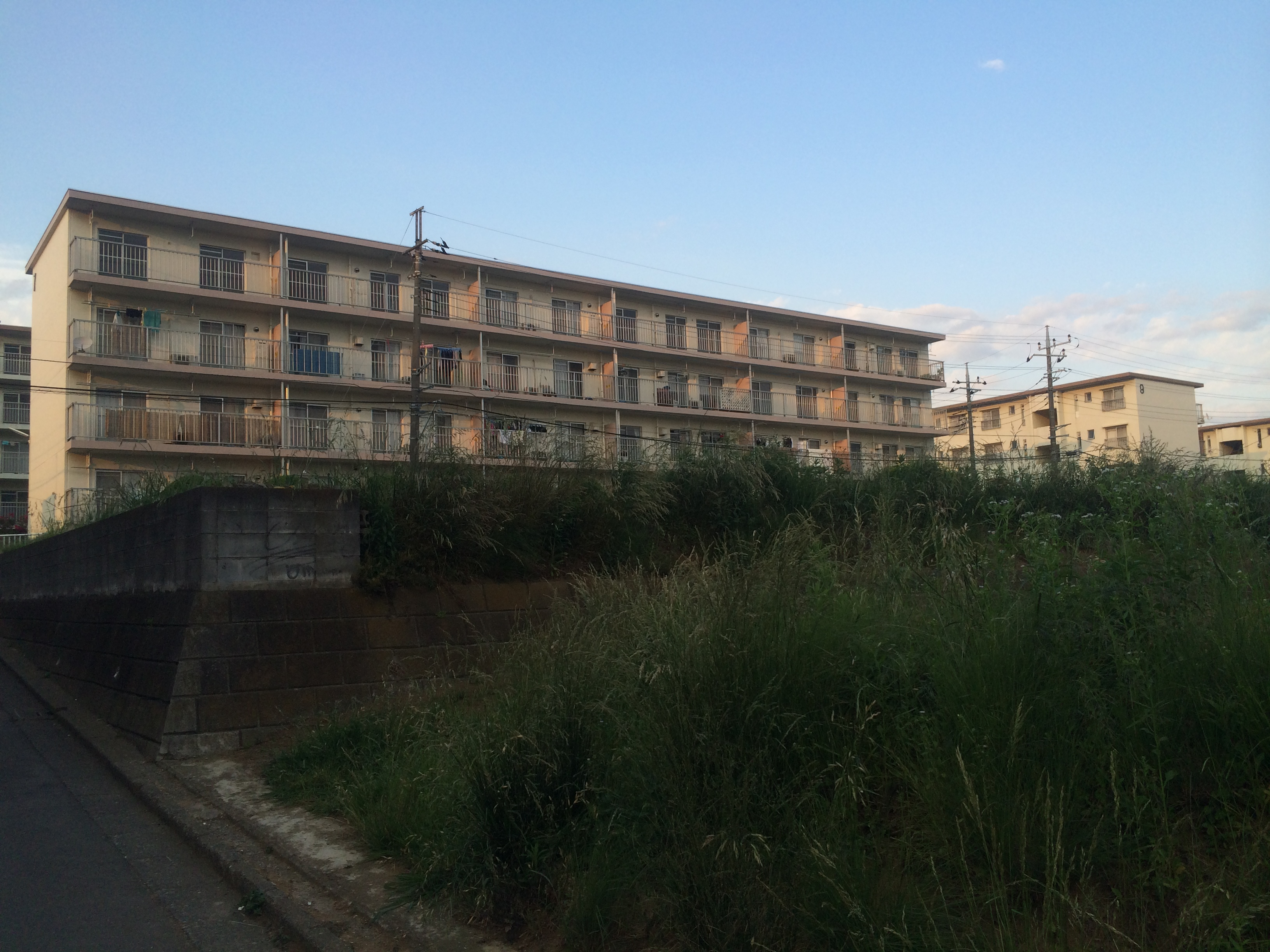
小川2丁目に広がるコープタウンの集合住宅群

小川（おがわ）は、東京都町田市の地名。現行行政地名は小川一丁目から七丁目。郵便番号は194-0003。

## 地理
町田市南部に位置する。東はつくし野、南つくし野、西は金森東、金森、南町田、南は鶴間、北は南成瀬、成瀬が丘と接している。小川一丁目〜四丁目は住宅地として整備されている一方、小川五丁目〜七丁目はほぼ全域が準工業地域で工場地となっている場所もある。
小川から見てつくし野、国道246号を挟んだ向こう側、出光 つくし野横浜インターSS（旧・マクドナルド246つくし野店）の辺りも小川のまま町名変更されずに飛地の状態で長年残されていたが、2016年7月18日の住居表示実施時に隣接のつくし野や南つくし野へそれぞれ編入された。

### 河川
- 小川 - 恩田川の支流。小川川とも呼ばれる。

### 地価
住宅地の地価は、2014年（平成26年）1月1日の公示地価によれば、小川1丁目28番5の地点で17万9000円/m2となっている。

## 歴史

### 地名の由来
小川の流れている村なので、小川村と呼ばれるようになった。

### 沿革
- 1868年（明治元年） - 小川村が武蔵知県事に属す。その後同年末までに東京府となるものの、多摩地域が横浜に居住する外国人の遊歩区域であるとの神奈川県知事陸奥宗光の上申により神奈川県に移管される。
- 1873年（明治6年）5月1日 - 区番組制により第八区一番組となる。
- 1874年（明治7年）6月15日 - 大区小区制により、第八大区二小区となる。
- 1878年（明治11年）7月22日 - 郡区町村制施行。神奈川県南多摩郡小川村となる。
- 1884年（明治17年）7月5日 - 連合戸長役場制により、小川村、鶴間村、金森村、成瀬村、高ヶ坂村が5ヶ村連合となる。連合戸長役場は鶴間村に置かれる。
- 1889年（明治22年）4月1日 - 町村制施行。小川村と鶴間村・金森村・成瀬村・高ヶ坂村が合併し、南多摩郡南村大字小川となる。
- 1893年（明治26年）4月1日 - 神奈川県のうち、西多摩郡、南多摩郡、北多摩郡を東京府に移管。東京府南多摩郡南村大字小川となる。
- 1943年（昭和18年）7月1日 - 東京都制により、東京都南多摩郡南村大字小川となる。
- 1954年（昭和29年）4月1日 - 町田町と南村が対等合併する。町田町大字小川となる。
- 1958年（昭和33年）2月1日 - 町田町、忠生村、鶴川村、堺村の1町3村が対等合併し、市制施行。町田市小川となる。
- 1968年（昭和43年）10月16日 - 小川の一部より、つくし野一〜四丁目を新設。
- 1971年（昭和46年）11月2日 - 小川の一部より、南つくし野一〜四丁目を新設。
- 1972年（昭和47年）10月25日 - 小川の一部より、小川一〜二丁目を新設。
- 1974年（昭和49年）3月20日 - 小川の一部より、小川三〜四丁目を新設。小川の一部を小川一〜二丁目に編入。
- 1986年（昭和61年）10月10日 - 小川、成瀬、金森のそれぞれ一部より、成瀬が丘一〜三丁目を新設。小川、成瀬のそれぞれ一部を小川一丁目、二丁目に編入。
- 1992年（平成4年）7月13日 - 小川、成瀬、南成瀬七丁目のそれぞれ一部より、南成瀬八丁目を新設。
- 2012年（平成24年）10月8日 - 金森の一部を小川二丁目、三丁目に編入。
- 2016年（平成28年）7月18日 - 小川の残余部で住居表示を実施し、小川五〜七丁目を新設。

## 世帯数と人口
2018年（平成30年）1月1日現在の世帯数と人口は以下の通りである。
| 丁目       | 世帯数    | 人口     |
| ---------- | --------- | -------- |
| 小川一丁目 | 1,071世帯 | 2,636人  |
| 小川二丁目 | 1,113世帯 | 2,592人  |
| 小川三丁目 | 544世帯   | 1,218人  |
| 小川四丁目 | 586世帯   | 1,307人  |
| 小川五丁目 | 766世帯   | 2,015人  |
| 小川六丁目 | 1,083世帯 | 2,845人  |
| 小川七丁目 | 347世帯   | 962人    |
| 計         | 5,510世帯 | 13,575人 |

## 小・中学校の学区
市立小・中学校に通う場合、学区は以下の通りとなる。
| 丁目       | 番地                      | 小学校                   | 中学校                 |
| ---------- | ------------------------- | ------------------------ | ---------------------- |
| 小川一丁目 | 1～13番地                 | 町田市立小川小学校       | 町田市立つくし野中学校 |
| 小川一丁目 | 14～298番地               | 町田市立小川小学校       | 町田市立南成瀬中学校   |
| 小川二丁目 | 14～25番地 36～38番地     | 町田市立小川小学校       | 町田市立南成瀬中学校   |
| 小川二丁目 | 27～35番地 1002～1061番地 | 町田市立南第四小学校     | 町田市立南成瀬中学校   |
| 小川二丁目 | 1～3番地                  | 町田市立南第四小学校     | 町田市立南中学校       |
| 小川二丁目 | 4～13番地 26番地          | 町田市立小川小学校       | 町田市立つくし野中学校 |
| 小川三丁目 | 全域                      | 町田市立小川小学校       | 町田市立つくし野中学校 |
| 小川四丁目 | 全域                      | 町田市立小川小学校       | 町田市立つくし野中学校 |
| 小川五丁目 | 全域                      | 町田市立小川小学校       | 町田市立つくし野中学校 |
| 小川六丁目 | 全域                      | 町田市立南つくし野小学校 | 町田市立つくし野中学校 |
| 小川七丁目 | 全域                      | 町田市立南つくし野小学校 | 町田市立つくし野中学校 |

## 交通

### 鉄道
- 一〜五丁目は、JR横浜線成瀬駅もしくは東急田園都市線つくし野駅が最寄駅である。
- 六〜八丁目は、東急田園都市線すずかけ台駅もしくは南町田グランベリーパーク駅が最寄駅である。

### 路線バス
神奈川中央交通により、以下の路線が運行されている。
- 「南農協前」バス停留所などから町田バスセンター行き、つくし野駅行き、すずかけ台駅行き、鶴間駅東口行きなどがある。
- 「小川かえで公園前（旧・小川支所前）」バス停留所などから成瀬駅行き、つくし野駅行き、町田バスセンター行きなどがある。
- 「町田辻（旧・長津田辻）」バス停留所から長津田駅行き、鶴間駅東口行き、町田バスセンター行きなどがある。

### 道路
- 東京都道141号辻原町田線（町田街道）
- やなぎ通り
- 町谷原通り
- 国道246号（厚木大山街道）

## 施設
教育
- 小学校
  - 町田市立小川小学校
- 高等学校
  - 東京都立小川高等学校

商業施設
- オーケー町田小川店
- サンドラッグ町田小川店
- スギ薬局町田小川店
- クリエイトSD町田小川店

金融機関
- きらぼし銀行南町田支店